# 원반 장난감

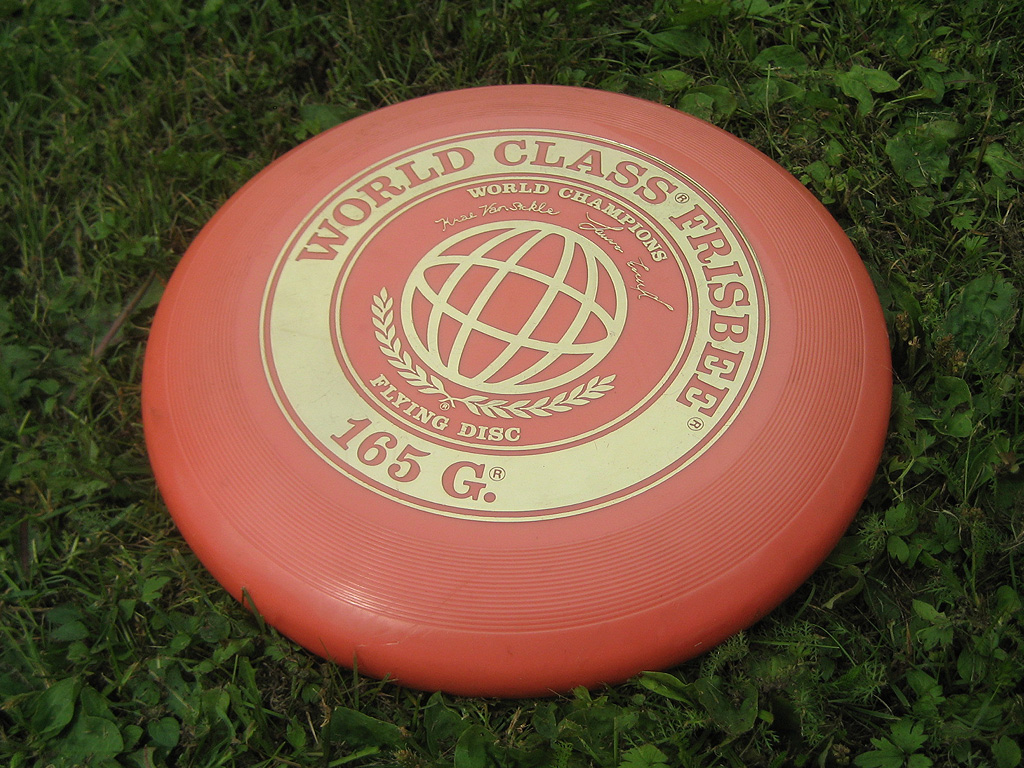
플라잉 디스크

원반 장난감 또는 플라잉 디스크(영어: flying disc→나는 원반)는 던지고 받으면서 노는 놀이용 원반이다. 주로 플라스틱 재질로 만들어져 있다. 프리스비(영어: frisbee)라고도 한다.

## 역사
1940년대 후반 미국 코네티컷주에 있는 예일 대학의 한 학생이 프리스비 파이 컴퍼니(Frisbie Pie Company)의 파이 접시를 던지고 놀면서 이 놀이가 시작되었다.
건축검사관 월터 프레데릭 모리슨은, 해변에서 연인들이 케이크 접시를 던지며 노는 것을 보고 착안하여 원반 장난감을 금속제로 제작하였다.
1948년에는 플라스틱 재질로 개량하여 '명왕성 원반'이라는 이름으로 상품화했다.
1955년에는 이것이 왐오(Wham-O)사에 팔렸고 1959년에 프리스비 파이 컴퍼니의 "frisbie"에서 철자를 약간 바꾼 "frisbee"를 상표로 등록되어 세계적으로 약 2억 개가 팔렸다. 또한 Wii 스포츠 리조트에도 수록되어 있는데 닌텐도가 라이센스 계약을 맺어 사용하였다.

## 개 훈련으로 이용
원반 장난감은 개에게 버릇을 고치기 위한 기본적인 훈련을 위주로 이용되고 있다. 그래서 훈련법을 프리스비라는 이름으로 지어져 있어, 상술한 바와 같이 원반을 직접 던져주는 훈련법을 하는 기본적인 요령만 있어야 해결된다.

## 유사 항목
- 부메랑

## 같이 보기
- 부메랑